# Sevierville (Tennessee)
Sevierville es una ciudad ubicada en el condado de Sevier en el estado estadounidense de Tennessee. En el Censo de 2010 tenía una población de 14.807 habitantes y una densidad poblacional de 235,82 personas por km².

## Geografía
Sevierville se encuentra ubicada en las coordenadas 35°53′24″N 83°34′46″O / 35.89000, -83.57944. Según la Oficina del Censo de los Estados Unidos, Sevierville tiene una superficie total de 62.79 km², de la cual 62.51 km² corresponden a tierra firme y (0.44%) 0.27 km² es agua.

## Demografía
Según el censo de 2010, había 14.807 personas residiendo en Sevierville. La densidad de población era de 235,82 hab./km². De los 14.807 habitantes, Sevierville estaba compuesto por el 88.91% blancos, el 1.53% eran afroamericanos, el 0.55% eran amerindios, el 1.26% eran asiáticos, el 0.01% eran isleños del Pacífico, el 6.06% eran de otras razas y el 1.66% pertenecían a dos o más razas. Del total de la población el 10.25% eran hispanos o latinos de cualquier raza.

## Personas célebres
Las siguientes personalidades nacieron, vivieron o están en cierto modo unidos con Sevierville.
- Dolly Parton: cantante, compositora, actriz, escritora, productora, filántropa y empresaria. Parton tiene una estatua en su honor en el centro de la ciudad.
- Kristian Bush: cantante de country.